# Kentropyx
Kentropyx – rodzaj jaszczurek z rodziny tejowatych (Teiidae).

## Zasięg występowania
Rodzaj obejmuje gatunki występujące w Kolumbii, Ekwadorze, Peru, Boliwii, Wenezueli, Brazylii, Gujanie Francuskiej, Surinamie, Gujanie, na Małych Antylach (Barbados oraz Trynidad i Tobago), w Paragwaju i Argentynie.

## Systematyka

### Etymologia
- Kentropyx: gr. κεντρον kentron „kolec, ostry koniec”[8]; πυξ pux, późniejsza forma πυγη pugē „zad, kuper”[9].
- Pseudameiva: gr. ψευδος pseudos „fałszywy”[10]; rodzaj Ameiva Meyer, 1795. Gatunek typowy: Lacerta striata Daudin, 1802.
- Trachygaster: gr. τραχυς trakhus „chropowaty, szorstki, najeżony”; γαστηρ gastēr, γαστρος gastros „brzuch”[4]. Gatunek typowy: Kentropyx calcaratus von Spix, 1825.
- Acanthopyga: ακανθα akantha „cierń, kolec”, od ακη akē „punkt”[11]; πυγη pugē „zad, kuper”[9]. Gatunek typowy: Lacerta striata Daudin, 1802.

### Podział systematyczny
Do rodzaju należą następujące gatunki: 
- Kentropyx altamazonica (Cope, 1875)
- Kentropyx borckiana (Peters, 1869)
- Kentropyx calcarata Spix, 1825 – stępkoteid zielony[12]
- Kentropyx lagartija Gallardo, 1962
- Kentropyx paulensis (Boettger, 1893)
- Kentropyx pelviceps (Cope, 1868)
- Kentropyx striata (Daudin, 1802)
- Kentropyx vanzoi Gallagher & Dixon, 1980
- Kentropyx viridistriga (Boulenger, 1894)